# Blechnum chauliodontum
Blechnum chauliodontum är en kambräkenväxtart som beskrevs av Edwin Bingham Copeland. Blechnum chauliodontum ingår i släktet Blechnum och familjen Blechnaceae. Inga underarter finns listade.